# Samuel Read Anderson

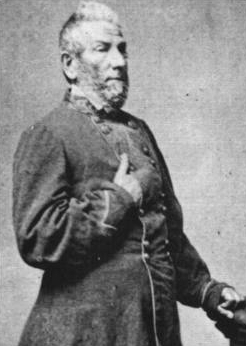
Samuel R. Anderson

Samuel Read Anderson (* 17. Februar 1804 im Bedford County, Virginia; † 2. Januar 1883 in Nashville, Tennessee) war ein Brigadegeneral der Konföderierten Staaten von Amerika im Bürgerkrieg.

## Leben
Anderson diente bereits im Mexikanischen Krieg als Lieutenant Colonel der 1. Tennessee Freiwilligen Infanterie. Nach Kriegsende wurde er 1853 zum Postmeister von Nashville ernannt. Mit Ausbruch des Sezessionskrieges diente er ab dem 9. Mai 1861 als Generalmajor der provisorischen Truppen von Tennessee und ab dem 9. Juli 1861 als Brigadegeneral im Heer der Konföderation. Er kommandierte eine Brigade in der Nord-Virginia-Armee, die drei Infanterieregimenter und eine Kompanie Kavallerie aus Tennessee umfasste. Anderson zog sich jedoch aus gesundheitlichen Gründen bald aus der Armee zurück. Im November 1864 kehrte er zurück und widmete sich administrativen Tätigkeiten. Nach Kriegsende betätigte er sich in Nashville als Geschäftsmann.